# Albatros C.V
Albatros C.V – niemiecki dwupłatowy samolot rozpoznawczy i bombowy z okresu I wojny światowej zbudowany w wytwórni Albatros-Werke GmbH w Berlinie.

## Historia
Zakłady Mercedes pod koniec 1915 roku opracowały nowy silnik D IV o mocy 220 KM (166 kW). Wzbudził on zainteresowanie w niemieckiej wytwórni Albatros-Werke GmbH, która postanowiła zastosować go w samolocie będącym następcą udanego samolotu Albatros C.III. 

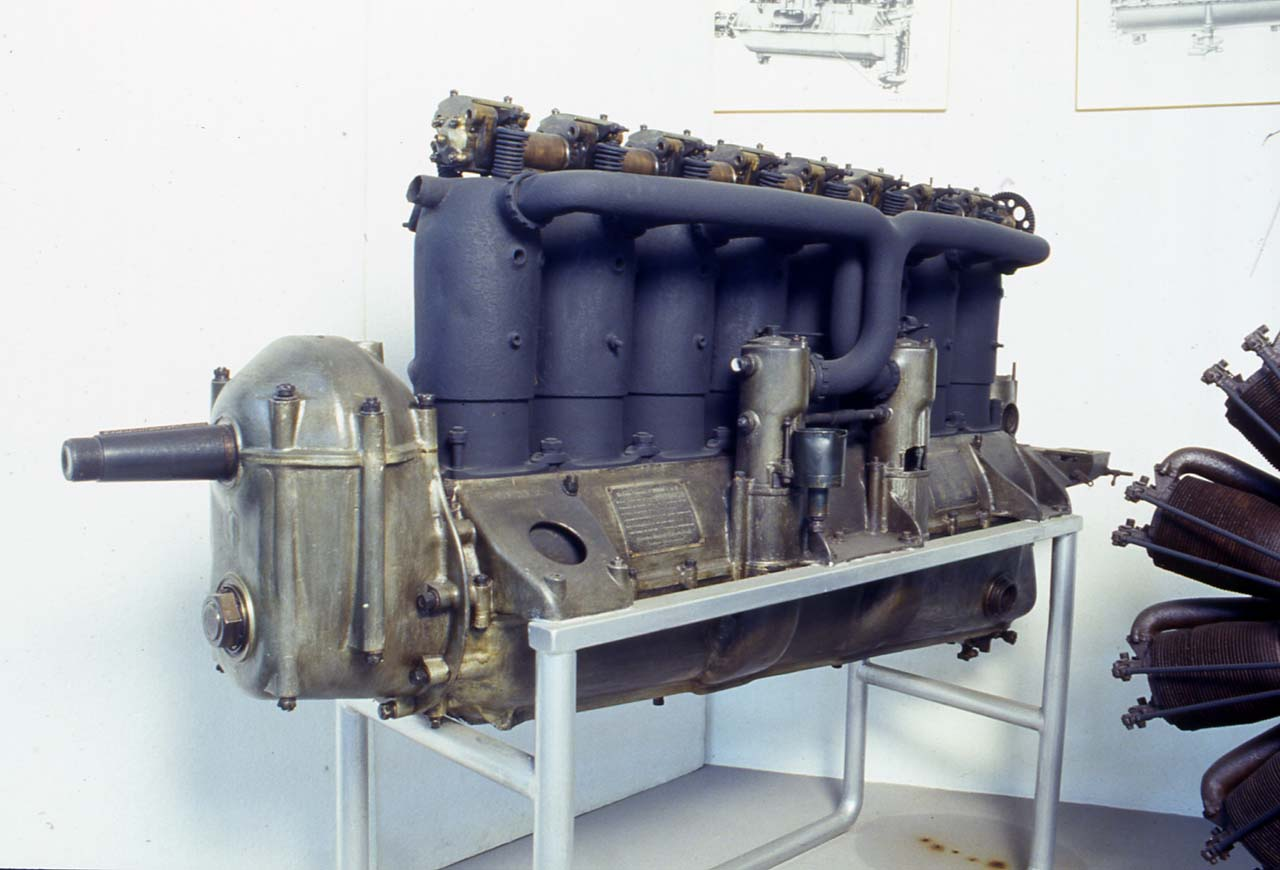
Silnik Mercedes D.IV stosowany w samolocie Albatros C.V

W 1916 roku inżynierowie Robert Thelen i R. Schubert przystąpili do prac nad nowym projektem oznaczonym jako Albatros L.14. Samolot opracowano z maksymalnym wykorzystaniem elementów konstrukcji poprzednika. Wykorzystano kadłub, podwozie oraz część ogonową. Przeprojektowaniu uległy skrzydła, w których ujednolicono cięciwę, oraz kabina załogi. Opracowany prototyp, noszący firmowe oznaczenie C.V/16, stał się pierwowzorem egzemplarzy seryjnych. Charakterystyczne dla tej konstrukcji było zastosowanie wysokiego podwozia oraz stateczników o owalnym obrysie. Konstruktorom udało się dopracować aerodynamicznie kształt kadłuba poprzez zastosowanie reduktora śmigła i zabudowę silnika całkowicie w kadłubie oraz zastosowanie dopasowanego kołpaka kryjącego piastę śmigła. Przód kadłuba zaprojektowano tak aby umożliwić łatwy dostęp do silnika w cel wykonania napraw lub jego wymiany. Samolot został przedstawiony wojskowej komisji technicznej, która zatwierdziła go do użytku w jednostkach Luftstreitkräfte. 
Nowy samolot zaczęto wprowadzać do jednostek wojskowych w drugiej połowie 1916 roku. Szybko okazało się, że nie spełnił pokładanych w nim nadziei. Był konstrukcją o niskiej manewrowości i stateczności, miał dużą prędkość przeciągnięcia i skłonność do wpadania w korkociąg. Ponadto samolot miał problemy z silnikiem, w którym zawodziło chłodzenie. 
Konstruktorzy przystąpili do prac nad nową wersją samolotu, oznaczoną wstępnie jako C.V/17. Przekonstruowano dolny płat oraz lotki i przeniesiono chłodnicę silnika na górną powierzchnię centropłata, co znacznie zmniejszyło opór aerodynamiczny. Ster kierunku otrzymał rogowe wyważenie. Zmiany poprawiły właściwości lotne, ale nie zmieniony silnik nadal zawodził, dochodziło do uszkodzeń wału korbowego. Spowodowało to szybkie zaprzestanie produkcji i wycofywanie samolotu z eksploatacji pod koniec 1917 roku.

## Użycie w lotnictwie polskim

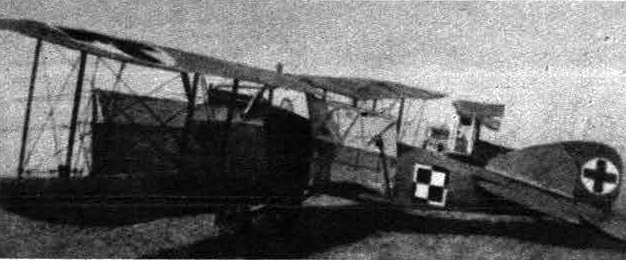
Samolot Albatros C.V w wersji sanitarnej

Do polskich jednostek trafiły co najmniej trzy egzemplarze tego samolotu. Były użytkowane w 1. i 2. eskadrze wywiadowczej podczas działań bojowych w wojnie polsko bolszewickiej. Po zakończeniu działań wojennych, na wniosek Komitetu Propagandy Medycyny Lotniczej, trzy egzemplarze samolotu Albatros C.V zostały przebudowane na samoloty sanitarne. Weszły w skład jednostki sanitarnej stworzonej w strukturze 3. pułku lotniczego w Poznaniu.  Wycofano je z użycia po wprowadzeniu nowocześniejszych konstrukcji, takich jak Hanriot H.28S.

## Konstrukcja
Dwumiejscowy dwupłat o konstrukcji drewnianej.
Kadłub o przekroju owalnym, konstrukcji podłużnicowej z odkrytą kabiną załogi. Kabina pilota wyposażona w wolant i pedały, miejsce strzelca (oddzielone od pilota) wyposażone w obrotnicę karabinu maszynowego. Kryty w przedniej części blachą, dalej sklejką. Statecznik pionowy stanowił integralną część kadłuba. Statecznik poziomy wolnonośny, dwudzielny.
Płat dolny, o obrysie prostokątnym zaokrąglonym na końcu, zamocowany do kadłuba. Płat górny o obrysie prostokątnym, połączony z kadłubem piramidką. Komora płatów usztywniona słupkami i naciągami krzyżowymi z drutu. Lotki o napędzie linkowym, umieszczone wyłącznie na górnym płacie.
Podwozie klasyczne, trójpunktowe z płozą ogonową.
Napęd - silnik rzędowy Mercedes D IV o mocy 220 KM (166 kW), chłodzony wodą. Napędzał stałe, drewniane dwułopatowe śmigło ciągnące.